# Jaanus Pettai
Jaanus Pettai (* 24. November 1989 in Tartu) ist ein estnischer Squashspieler. 

## Karriere
Jaanus Pettai erreichte seine höchste Platzierung in der Weltrangliste mit Rang 444 im Juli 2016. Er nahm mit der estnischen Nationalmannschaft in den Jahren 2013, 2017 und 2018 an den Europameisterschaften teil. Darüber hinaus gehörte er mehrfach zum estnischen Aufgebot beim European Nations Challenge Cup. In den Jahren 2013, 2015 und 2016 wurde er estnischer Landesmeister.
Sein Bruder Kristjan Pettai ist ebenfalls Squashspieler.

## Erfolge
- Estnischer Meister: 3 Titel (2013, 2015, 2016)
- Jaanus Pettai im Eesti spordi biograafiline leksikon (estnisch)